# Héctor Jiménez
Héctor Jiménez, né le 3 novembre 1988 à Bell Gardens en Californie, est un joueur américain de soccer. Il évolue au poste de milieu de terrain à l'Austin FC en MLS.

## Biographie
Héctor Jiménez est repêché en 34e position lors du deuxième tour de la MLS SuperDraft 2011 par le Galaxy de Los Angeles avec qui il remporte deux titres consécutifs.
Le 14 janvier 2014, il est échangé au Crew de Columbus contre une allocation monétaire.

## Palmarès
Galaxy de Los Angeles
- Vainqueur de la Coupe de la MLS en 2011 et 2012
- Vainqueur du Supporters' Shield en 2011

 Crew de Columbus
- Vainqueur de la Coupe de la MLS en 2020